# Daniel Collenbusch
Daniel Collenbusch (* 19. September 1759 in Duisburg; † 14. April 1841) war ein deutscher Arzt und Schriftsteller.

## Leben und Wirken
1788 wurde Collenbusch Leibarzt von Johann Adolph von Sachsen-Gotha-Altenburg auf Friedrichstanneck und praktischer Arzt in Eisenberg. Am 9. Mai 1789 erlangte er an der Universität Jena die medizinische Doktorwürde. Drei Tage später heiratete er Christiane Friederike Müller. 1799 wurde Collenbusch von Ludwig Friedrich II. von Schwarzburg-Rudolstadt zum fürstlich schwarzburgisch-rudolstädtischen Medizinalrat ernannt und 1803 herzoglich sächsischer Physicus des Kreisamtes Kahla. Gleichzeitig übernahm er die ärztliche Tätigkeit im Irren- und Zuchthaus auf der Leuchtenburg. 1839 wurde er zum Geheimen Hofrat ernannt. Er veröffentlichte neben wissenschaftlichen Beiträgen eine Reihe populärer ärztlicher Ratgeber und übersetzte medizinische Schriften aus dem Niederländischen. Collenbusch starb als „Senior aller Ärzte“ des Herzogtums Sachsen-Altenburg.

## Schriften
- Dissertationsschrift. Göpferdt, Jena 1789. (Digitalisat)
- Der aufrichtige Volksarzt. Langbein und Krüger, Rudolstadt 1796.
- Der Rathgeber für alle Stände in Angelegenheiten, welche die Gesundheit, den Vermögens- und Erwerbsstand, und den Lebensgenuß betreffen. Band 1. Becker, Gotha 1799. (Digitalisat)
- Der Rathgeber für alle Stände in Angelegenheiten, welche die Gesundheit, den Vermögens- und Erwerbsstand, und den Lebensgenuß betreffen. Band 2. Becker, Gotha 1800. (Digitalisat)
- Mildheimische Gesundheitslehre in Vorlesungen über das Noth- und Hülfsbüchlein. Band 1. Becker, Gotha 1799. (Digitalisat)
- Mildheimische Gesundheitslehre in Vorlesungen über das Noth- und Hülfsbüchlein. Band 2. Becker, Gotha 1800. (Digitalisat)
- Mildheimische Gesundheitslehre in Vorlesungen über das Noth- und Hülfsbüchlein. Band 3. Becker, Gotha 1801. (Digitalisat)

Als Übersetzer:
- Merkwürdige Abhandlungen holländischer Ärzte … mit einigen Anmerkungen. Teil 1. Grieshammer, Leipzig 1797. (Digitalisat)
- Merkwürdige Abhandlungen holländischer Ärzte … mit einigen Anmerkungen. Teil 2. Grieshammer, Leipzig 1797. (Digitalisat)